# Yanutha Levu Island
Yanutha Levu Island är en ö i Fiji. Den ligger i den östra delen av landet, 60 km nordost om huvudstaden Suva.